# Biserica de lemn din Balta Doamnei
Biserica de lemn din Balta Doamnei este un monument istoric aflat pe teritoriul satului Balta Doamnei, comuna Balta Doamnei. În Repertoriul Arheologic Național, monumentul apare cu codul 132235.